# HTC 7 Trophy
Das HTC 7 Trophy ist ein Smartphone des taiwanischen Herstellers HTC Corporation, welches mit Windows Phone 7 betrieben wird. Es wurde im Oktober 2010 vorgestellt und ist in Deutschland über Vodafone zu haben. Verwandte Geräte sind das HTC HD7 und das HTC 7 Mozart.

## Merkmale
HTC teilte seine Launch-Geräte für Windows Phone 7 in verschiedene Kategorien ein, wobei sich das HTC 7 Trophy besonders für Videospiele eignen soll. Der offizielle Slogan für das HTC 7 Trophy lautet „Die Power von XBOX Live in Ihrer Hand“ und spielt auf die Integration von Xbox Live an, welche jedoch in jedem Windows Phone existent ist.
Inwieweit das HTC 7 Trophy besser für Videospiele geeignet sein soll als die – hardwareseitig nahezu identischen – Schwesternmodelle HTC HD7 oder HTC 7 Mozart wurde seitens HTC nie ausgeführt.

## Technische Daten
| Kenngröße      | Daten |
| -------------- | --- |
| Hersteller     | HTC Corporation |
| Konnektivität  | GSM, GPRS (bis zu 114 kbit/s für Download), EDGE (bis zu 560 kbit/s für Download), UMTS/3G (bis zu 7,2 Mbit/s für Download; bis zu 2 Mbit/s für Upload), WiFi (IEEE 802.11 b/g/n), Bluetooth 2.1 |
| Maße           | 118,5 mm × 61,5 mm × 11,96 mm |
| Gewicht        | 140 g mit Akku |
| Bildschirm     | 3,8 Zoll (96,5 mm), 480 × 800 Pixel (WVGA), Touchscreen mit Zweifinger-Zoom |
| Akkulaufzeit   | Gesprächszeit: 3G: bis zu 330 Minuten, GSM: bis zu 405 Minuten; Standby-Zeit: 3G: bis zu 435 Stunden, GSM: bis zu 360 Minuten                                                                    |
| Betriebssystem | Windows Phone 7 |
| Speichergröße  | Interner Speicher: 8 GB, ROM: 512 MB, RAM: 576 MB |
| Prozessor      | Qualcomm Snapdragon QSD8250 1 GHz Scorpion, Adreno 200 GPU |
| Schnittstellen | Micro-USB, Kopfhörer |
| Kamera         | 5,0 Megapixel mit Autofokus LED-Blitzlicht Digitalzoom Videoauflösung bis 720p |